# پت گلسینگر
پت گلسینگر (به انگلیسی: Pat Gelsinger) (زاده ۵ مارس ۱۹۶۱) مدیر ارشد اجرایی آمریکایی است. او مدیرعامل سابق وی ام ویر و مدیر عامل کنونی اینتل می‌باشد.